# Околи
Околи (хорв. Okoli) — населений пункт у Хорватії, у Сисацько-Мославинській жупанії у складі громади Велика Лудина. Так називається і велике магістральне газосховище біля цього села.

## Населення
Населення за даними перепису 2011 року становило 278 осіб.
Динаміка чисельності населення поселення:

## Клімат
Середня річна температура становить 11,13 °C, середня максимальна – 25,69 °C, а середня мінімальна – -5,82 °C. Середня річна кількість опадів – 878 мм.
| Клімат поселення                              | Клімат поселення | Клімат поселення | Клімат поселення | Клімат поселення | Клімат поселення | Клімат поселення | Клімат поселення | Клімат поселення | Клімат поселення | Клімат поселення | Клімат поселення | Клімат поселення | Клімат поселення |
| Показник                                      | Січ.             | Лют.             | Бер.             | Квіт.            | Трав.            | Черв.            | Лип.             | Серп.            | Вер.             | Жовт.            | Лист.            | Груд.            |                  |
| Середній максимум, °C                         | 6,47             | 8,60             | 13,09            | 17,58            | 22,53            | 25,69            | 24,97            | 24,16            | 20,34            | 15,21            | 9,60             | 5,42             |                  |
| Середня температура, °C                       | 0,34             | 2,44             | 6,90             | 11,40            | 16,37            | 19,56            | 21,12            | 20,28            | 16,48            | 11,34            | 5,75             | 1,58             |                  |
| Середній мінімум, °C                          | −5,82            | −3,7             | 0,78             | 5,27             | 10,22            | 13,41            | 17,26            | 16,41            | 12,62            | 7,48             | 1,89             | −2,29            |                  |
| Норма опадів, мм                              | 53               | 51               | 58               | 70               | 78               | 90               | 79               | 83               | 79               | 82               | 88               | 67               |                  |
| Середньомісячна швидкість вітру, м/с          | 1.84             | 2.07             | 2.50             | 2.30             | 2.12             | 2.00             | 1.90             | 1.76             | 1.79             | 1.80             | 1.90             | 1.90             |                  |
| Середньомісячна сонячна радіація, кДж/м²·день | 4208             | 6993             | 10748            | 15214            | 19459            | 21533            | 22591            | 19637            | 14506            | 8911             | 4672             | 3418             |                  |
| --------------------------------------------- | ---------------- | ---------------- | ---------------- | ---------------- | ---------------- | ---------------- | ---------------- | ---------------- | ---------------- | ---------------- | ---------------- | ---------------- | ---------------- |
| Джерело:                                      |                  |                  |                  |                  |                  |                  |                  |                  |                  |                  |                  |                  |                  |